# Die Nomen-Trilogie
Die Nomen-Trilogie (auch: Die Schlacht der Nomen, engl. Originaltitel: “The Nome Trilogy”, auch: “The Bromeliad Trilogy”) ist eine Fantasy-Romanreihe des englischen Autors Terry Pratchett. Sie besteht aus den Teilen Trucker (engl.: “Truckers”, erschienen 1989; dt. 1992), Wühler (engl.: “Diggers”, erschienen 1990; dt. 1992) und Flügel (engl.: “Wings”, erschienen 1990; dt. 1992). Die Reihe wurde in bislang 18 Sprachen übersetzt, die deutsche Fassung stammt von Andreas Brandhorst.
Die Trilogie erzählt die Geschichte der „Nomen“, einem Volk winziger Gnome außerirdischer Herkunft, das, in voneinander isolierten Gruppen verstreut, versteckt unter den Menschen lebt, nach Tausenden Jahren auf der Erde selbst aber nicht mehr um die eigene Herkunft weiß.

## Handlung
Nomen sind knapp zehn Zentimeter große Gnome, die in kleinen, voneinander isolierten Gruppen über die Erde verteilt leben. Die Nomen leben schon so lange unter den Menschen, dass (auch wegen ihrer durchschnittlichen Lebenserwartung von nur etwa zehn Jahren) das Wissen um die eigene außerirdische Herkunft mit der Zeit verloren gegangen ist. Die Trilogie beschreibt, wie sich durch Zufall zunächst zwei, später mehrere Gruppen untereinander finden und mithilfe eines Computers, den eine der Gruppen zwar als heiligen Gegenstand verehrt, aber nie als Computer erkannt, geschweige denn genutzt hatte, von ihrer Geschichte erfahren.

### Trucker
Der junge Nome Masklin lebt mit seiner Freundin Grimma und einigen anderen Nomen im Wald an einer Autobahn. Der ursprünglich große Stamm der Nomen hat sich über die Jahre wegen zunehmender Nahrungsknappheit zusehends verkleinert. Die Geschichte beginnt damit, dass Masklin, für den es immer schwieriger wird, ausreichend Nahrung für alle zu finden, die verbliebenen, überwiegend sehr betagten Gruppenmitglieder überredet, sich an einer naheliegenden Tankstelle in einen Lastwagen zu schleichen, um als blinde Passagiere von der Autobahn weg in einen neuen Lebensraum zu reisen. Im Gepäck haben sie einzig „Das Ding“, einen kleinen, augenscheinlich nutzlosen schwarzen Würfel, der sich schon immer im Besitz des Stammes befand und vor allem für die älteren Nomen eine Art kultische Bedeutung hat.
Per LKW erreichen sie das Kaufhaus Arnold Bros., in dem sie zu ihrer Überraschung auf eine weitere, sehr viel größere Gruppe Nomen treffen, die unter den Dielenböden lebt und sich dort stadtähnlich organisiert hat. Diese Gruppe findet im Kaufhaus zwar Nahrung im Überfluss, hält es andererseits aber für die gesamte existierende Welt und verehrt den Kaufhausgründer gar als Gott. Die Kaufhausnomen glauben nicht an ein „Draußen“, da sie den Werbespruch „alles unter einem Dach“ wörtlich nehmen, und so stehen Masklin und seine Begleiter vor der Herausforderung, sie davon zu überzeugen, dass es eine Welt außerhalb des Gebäudes gibt. Tatsächlich besitzen die Kaufhausnomen sogar eine Art heiliger Schrift, nach der sie ihr Leben ausrichten, die letztlich aber nur eine Ansammlung von Werbesprüchen ist, die sie auf Reklametafeln gelesen haben und als „Gebote“ des Kaufhausgründers interpretieren. („Und Arnold Bros., gegr. 1905, sprach: Dieses Schild gebe ich Euch: Wenn Sie nicht finden, was Sie suchen, so wenden Sie sich an die Auskunft.“)
Im Kaufhaus entpuppt sich „Das Ding“ als Navigationscomputer eines Raumschiffes namens „Schwan“; versehentlich neben Elektrokabeln deponiert lädt es sich auf und beginnt, mit den Nomen zu sprechen. Die Nomen erfahren, dass die „Schwan“ ihre Vorfahren vor vielen Tausend Jahren wegen eines Antriebsdefekts auf der Erde absetzen musste.
Als „Das Ding“ ein Radiosignal auffängt, in dem davon die Rede ist, dass Arnold Bros. abgerissen werden soll, beschließen die Nomen, sich in Sicherheit zu bringen, indem sie einen der das Kaufhaus beliefernden LKWs stehlen. Das Unterfangen stellt sich zwar als denkbar schwierig heraus, weil niemand von ihnen weiß, wie ein Kraftfahrzeug funktioniert und sie es aufgrund ihrer Größe zudem nur in Gemeinschaftsarbeit fahren können, dennoch gelingt ihnen mithilfe des „Dings“ rechtzeitig die Flucht. Zum Ende von Truckers beginnen die Nomen ein neues Leben in einem stillgelegten Steinbruch.

### Wühler
Nach erfolgreicher Flucht aus dem Kaufhaus haben sich die Nomen im Steinbruch gut eingelebt. Masklin kämpft mit seinen Gefühlen für Grimma; als er ihr vorschlägt, die Zukunft gemeinsam mit ihm zu verbringen, lehnt sie mit der Begründung ab, sie wolle sich nicht von einer festen Beziehung einschränken lassen und bemüht dabei den Vergleich mit südamerikanischen Baumsteigerfröschen, die ihr ganzes Leben innerhalb der Blüten von Bromeliengewächsen verbringen, ohne etwas von der Welt um sie herum zu wissen. (s. auch →Alternativer Titel)
Während sich Masklin gemeinsam mit zwei anderen Nomen und dem „Ding“ auf den Weg macht, einen nahegelegenen Flughafen zu erkunden, aber nicht mehr zurückkehrt, sieht sich Grimma, die den verschollenen Masklin für tot hält, mit dem Problem konfrontiert, dass der Steinbruch wieder eröffnet werden soll. Die Nomen wagen einen weiteren Fluchtversuch vor den ankommenden Menschen, diesmal mit einem alten Bagger, den sie in einem zum Steinbruch gehörenden Schuppen entdecken, reparieren und nach dem Schriftzug der Herstellerfirma „Jekub“ nennen. Die Flucht gelingt gerade, als die Menschen den Steinbruch erreichen. Als die Menschen den Bagger verfolgen und die Situation aussichtslos erscheint, tauchen plötzlich Masklin und seine Begleiter mit der reparierten „Schwan“ am Himmel auf und retten die Nomen.
Zum Zeichen, ihre Besorgnis verstanden zu haben, schenkt Masklin Grimma eine Bromelie. Gemeinsam verlassen die Nomen die Erde und machen sich in Richtung ihrer Heimat auf.

### Flügel
Die Geschehnisse in Flügel finden parallel zu denen in Wühler statt. Begleitet werden die Nomen um Masklin, während sie den Flughafen erkunden und schließlich mithilfe des „Dings“ die „Schwan“ erreichen und wieder einsatzfähig machen.
Aus einer Zeitung haben die Nomen erfahren, dass Richard Arnold, Enkel des Gründers des inzwischen abgerissenen Kaufhauses Arnold Bros., auf dem Weg nach Florida ist, um dem Start eines neuen Satelliten beizuwohnen. „Das Ding“ erklärt, wenn es mit diesem Satelliten ins All gelangte, könne es Kontakt zur „Schwan“ aufnehmen, die sich noch in der Erdumlaufbahn befände, und so macht sich Masklin mit zwei Begleitern auf die Suche nach einem Flugzeug, das sie nach Florida bringt.
Auf einem nahegelegenen Flughafen verbindet sich das „Ding“ mit den dortigen Computern und findet heraus, welchen Flug Richard Arnold nach Florida nimmt. Die Nomen schleichen sich an Bord des Flugzeugs, einer Concorde, und verstecken sich in Arnolds Handgepäck. In Florida angekommen, werden sie im Hotel von Richard Arnold entdeckt, können aber in die Everglades fliehen, wo sie auf eine weitere Gruppe bisher unbekannter Nomen treffen. Diese Nomen haben gelernt, weite Strecken auf dem Rücken von Gänsen zurückzulegen und pflegen Kontakt zu Tausenden anderer Nomenstämme auf der ganzen Welt. Mithilfe der Gänse erreichen Masklin und seine Begleiter die Startrampe des Space Shuttles, das den Satelliten ins All bringen soll, rechtzeitig und können das „Ding“ nahe genug heranbringen, sodass es in der Lage ist, seinen Speicher auf die Computer des Shuttles zu kopieren.
Nach dem Kopiervorgang hat das „Ding“ seine gesamte Energie verbraucht und fährt sich herunter. Masklin weiß, dass die „Schwan“ ohne das „Ding“ nicht in der Lage sein wird, die Erde anzusteuern und gibt sich einigen Menschen zu erkennen, die ihn zu einer Stromquelle führen, wo sich das „Ding“ wieder auflädt und Masklin darüber informiert, dass die „Schwan“ die Erde bald erreiche. Anschließend bittet Masklin Richard Arnold um Hilfe, der ihn dabei unterstützt zu entkommen und ihm außerdem berichtet, sein Großvater, der Kaufhausgründer, habe früher schon immer vermutet, es gebe kleine Gnome unter den Dielen seines Kaufhauses.
Die drei Nomen gelangen an Bord der Schwan und beschließen, zum Steinbruch zurückzukehren, um die anderen zu holen. Auf dem Weg machen sie einen kurzen Abstecher nach Südamerika, wo Masklin eine Bromelie für Grimma pflückt. Als sie schließlich zurück in England den Steinbruch erreichen, sehen sie ihre Freunde auf Bagger „Jekub“ vor den Menschen fliehen und holen sie an Bord der „Schwan“ (diese Ereignisse sind die bereits am Ende von Wühler erzählten, diesmal aus der Sicht Masklins und seiner Begleiter).
Mit der „Schwan“ treten die Nomen die Heimreise an, mit Ausnahme des Nomen Gurder, der gemeinsam mit dem „Ding“ freiwillig zurückbleibt, um den anderen Nomenstämmen auf der Erde von der „Schwan“ und der Geschichte der Nomen zu erzählen. Die Nomen auf der „Schwan“ versprechen, eines Tages zurückzukehren, um all die anderen Nomen abzuholen.

## Alternativer Titel
In den Vereinigten Staaten erschien die Reihe unter dem Namen The Bromeliad Trilogy. Der Name ist angelehnt an das Verhalten einiger Froscharten, ihr gesamtes Leben innerhalb der Blüten von Bromeliengewächsen (engl.: „Bromeliad“) zu verbringen, und steht so metaphorisch für das Leben der Nomen in ihrem kleinen, von der Außenwelt abgeschnittenen Kosmos. Die Wahl des alternativen Titels ist keine willkürliche, sondern rührt daher, dass Pratchett die Nomin Grimma genau diesen Vergleich in der Geschichte selbst ziehen lässt.
Ein weiterer Unterschied der US-Version ist die Bezeichnung des in Wühler auftauchenden Baggers, der anders als in der Originalversion (und auch in der deutschsprachigen) nicht nach dem englischen Landmaschinenhersteller JCB „Jekub“, sondern nach dem amerikanischen Konkurrenten Caterpillar „CAT“ heißt.
Die erste deutschsprachige Gesamtausgabe der drei Teile erschien 1996 unter dem Titel Die Nomen-Trilogie; von 2005 bis 2018 als Die Schlacht der Nomen, bevor sie seitdem nur als Die Nomen verlegt wird.

## Adaptionen
Von Truckers existiert eine von dem englischen Animationsstudio Cosgrove Hall Films produzierte Stop-Motion-Verfilmung, die zwischen Januar und April 1992 in 13 zehnminütigen Folgen von dem Fernsehsender ITV ausgestrahlt wurde. Im Jahr 2001 erwarb Dreamworks die Filmrechte an der Reihe, stellte bis heute allerdings keine Verfilmung vor.

## Ausgaben
- Pratchett, Terry: Trucker. Wühler. Flügel. Die Nomen-Trilogie. Heyne: München, 1996, ISBN 978-3-453-09873-2
- Pratchett, Terry: Die Nomen. Die komplette Saga. ivi: München, 2018, ISBN 978-3-492-70486-1